# O Herre Gud, vi bedja dig
O Herre Gud, vi bedja dig är en kristen allhelgonapsalm. Texten är skriven 1932 av Johannes Johansson.

## Publicerad i
- Den svenska psalmboken 1937, som nummer 151 under rubriken "Kyrkans högtider - 12. Alla helgons dag".[1]